# Lehtistensaaret
Lehtistensaaret är en ö i Finland. Den ligger i sjön Päijänne och i kommunen Padasjoki i den ekonomiska regionen  Lahtis ekonomiska region  och landskapet Päijänne-Tavastland, i den södra delen av landet, 140 km norr om huvudstaden Helsingfors. Öns area är 3,5 hektar och dess största längd är 330 meter i sydöst-nordvästlig riktning.  Notera att namnet antyder att det är fråga om flera öar.